# Christian Schenk
Christian Schenk, född den 9 februari 1965 i Rostock i Östtyskland, är en tysk före detta friidrottare som tävlade i mångkamp först för Östtyskland och sedan för Tyskland.
Schenk deltog vid VM 1987 i Rom där han slutade på en femte plats i tiokamp. Hans karriärs främsta merit är hans guld vid Olympiska sommarspelen 1988 före landsmannen Torsten Voss. Han var den sista friidrottaren på världsnivå som i höjdhopp använde sig av dykstilen istället för den annars helt dominerande floppstilen.[källa behövs]
Vid EM 1990 slutade han på tredje plats vilket han även gjorde vid VM 1991 i Tokyo. Hans sista stora mästerskap blev VM 1993 i Stuttgart där han slutade fyra trots att han gjorde sin karriärs bästa serie på 8 500 poäng. 
Schenk avslutade idrottskarriären 1994 och utbildade sig till journalist. Året 2002 var han direktör för friidrottstävlingen ISTAF i Berlin. Schenk grundade ett eget sportföretag.

## Personliga rekord
- Tiokamp - 8 500 poäng